# Mustelus walkeri
Mustelus walkeri es una especie de elasmobranquio carcarriniforme de la familia Triakidae.